# Prêmio de Direitos Humanos George Meany-Lane Kirkland
O Prêmio de Direitos Humanos George Meany-Lane Kirkland é um prêmio oferecido anualmente pela AFL-CIO, e leva o nome dos dois primeiros presidentes da entidade. 
O prêmio é um reconhecimento a pessoas e entidades que lutam pelos direitos humanos no âmbito das relações de trabalho.

## Agraciados
- 2019 - Luiz Inácio Lula da Silva[3]
- 2018 - National Temporary Protected Status Alliance[4]
- 2017 - Han Sang-gyun[5]
- 2016 - Maina Kiai[6]
- 2015 - Trade Union Confederation of Swaziland[7]
- 2014 - Building and Wood Workers’ International [8]
- 2013 - International Domestic Workers Network[9]
- 2012 - Trabalhadores da Primavera Árabe[10]
- 2011 - Napoleón Gómez Urrutia[11]

- 2009 - Movimento dos trabalhadores do Egito[12]
- 2008 - Yessika Hoyos
- 2007 - Firestone Agricultural Workers Union of Liberia
- 2006 - International Federation of Journalists
- 2005 - Ela Bhatt
- 2004 - Mikhail Volynets[13]
- 2003 - Wellington Chibebe
- 2002 - Nancy Riche
- 2001 - U Maung Maung
- 2000 - Luis Eduardo Garzon